# 107 (tal)
107 är det naturliga talet som följer 106 och som följs av 108.
- Det 28:e primtalet efter 103 och före 109

## Inom matematiken
- 107 är ett udda tal.
- 107 är primtalstvilling med 109
- 107 är ett latmirp

## Inom vetenskapen
- Bohrium, atomnummer 107
- 107 Camilla, en asteroid
- M107, klotformig stjärnhop i Ormbäraren, Messiers katalog